# Jann (cântăreț)
Jann Rozmanowski (n. 12 februarie 1999, Lublin, Polonia), cunoscut profesional ca Jann, este un cântăreț și compozitor polonez.

## Tinerețe
Rozmanowski s-a născut în Lublin împreună cu părinții săi, Edyta și Jacek Rozmanowski. El a crescut în Garwolin, și este al patrulea dintre cei opt frați, cu două surori mai mari Antonina și Amelia, fratele mai mare Maciej, doi frați mai mici Franciszek și Maksymilian și surorile mai mici Zuzanna și Lena. În 2013, familia a participat la primul sezon al reality show-ului de televiziune de la Polsat, Nasz nowy dom.
La vârsta de 12 ani, Rozmanowski a fost distribuit în opera Regele Roger de la Teatrul Mare din Varșovia. Experiența l-a inspirat să urmeze pregătirea muzicală la Școala de Muzică Garwolin, pe care a urmat-o timp de trei ani și a părăsit-o la 16 ani, când familia sa a decis să se mute la Lurgan, în Irlanda de Nord. După mutare, și-a continuat educația la St Colman's College, în timp ce a urmat cursurile Flynn Performing Arts, unde a continuat să studieze muzica. În 2018, s-a înscris la Institutul de muzică modernă britanic și irlandez din Londra, dar a renunțat pentru a se ocupa de muzică profesional.

## Carieră

### Cariera timpurie
În noiembrie 2020, Jann a lansat single-ul său de debut „Do You Wanna Come Over?”. În 2022 a urmat debutul său, intitulat Power. Hitul său single, „Gladiator”, a fost lansat pe 14 octombrie 2022. Jann a servit și ca act de deschidere în timpul turneului Bal u Rafała al lui Ralph Kaminski, între 2022 și 2023.

### Finala națională poloneză și descoperire
Pe 26 februarie 2023, Jann a participat la finala Tu bije serce Europy! Wybieramy a lovit na Eurowizję!, selecția națională poloneză pentru Eurovision Song Contest 2023 cu melodia „Gladiator”. El a continuat să obțină locul doi, însumând 19 puncte în finală, în ciuda faptului că a primit maximum de puncte la televotul public. Performanța sa a primit o primire covârșitor de pozitivă din partea privitorilor, dobândindu-i o mare recunoaștere națională. Pe tot parcursul secvenței de vot al juriului, în care Jann a primit doar 7 puncte, în ciuda faptului că era favoritul copleșitor al fanilor pentru a câștiga, huiduielile au putut fi auzite în toată audiența pe măsură ce rezultatele au fost anunțate.
În urma marii finale, pe site-ul oficial al TVP a fost publicată o postare cu privire la victoria lui Blanka la ora 15:30, cu multe ore înainte ca votul să fie procesat și anunțat câștigătorul. După ceva timp, postarea a fost retrasă și marca temporală a fost modificată, dar imaginile și capturile de ecran ale articolului pot fi încă găsite online.[16] Acest lucru a alimentat o controversă națională și a stârnit speculații în rândul telespectatorilor concursului că rezultatele au fost manipulate de juriu. Unii telespectatori au susținut că performanța Blankei a fost favorizată față de cea a lui Jann, datorită legăturilor sale cu juriul polonez. S-a susținut că ea și Allan Krupa, fiul Edytei Górniak (președintele juriului), se cunoșteau personal, ceea ce Krupa a negat ulterior. Voturile membrului juriului Agustin Egurrola au fost, de asemenea, puse la îndoială, întrucât trupa de dans a lui Blanka era formată din dansatori din Volt Dance Group, care este deținut de Egurrola, ceea ce a dus la acuzații de amiguism. precum și Blanka provenind dintr-o familie foarte puternică și bogată, ceea ce duce la acuzații de nepotism. Consensul general al controversei a fost că Jann i s-a acordat în mod intenționat mai puține puncte de către judecători pentru a echilibra importanța voturilor sale publice, astfel încât Blanka să poată reprezenta Polonia pentru Eurovision 2023. Fanii dedicați au creat petiții pentru a anula decizia juriului și pentru a-i permite lui Jann să participe în locul lui Blanka.

### Finalele naționale post-polone
După ce Gladiator a devenit un succes peste noapte, Jann și-a anunțat turneul „Gladiator Tour” în martie 2023. El a început acest turneu în aprilie 2023, găzduind concerte în Varșovia, Poznań și Cracovia, printre alte orașe, iar spectacolele sale au fost întâmpinate cu o cantitate considerabilă de entuziasm și primire pozitivă. A plecat din nou în turneu în toamna următoare și a făcut un turneu în principal în Polonia. Pe 2 iunie 2023 și-a lansat single-ul „Need a break”. Mai târziu în aceeași lună, el a fost co-titlul principal al Festivalului Orange Varșovia, unde a fost, de asemenea, un invitat surpriză în timpul filmului Thirty Seconds to Mars.
Jann a lansat single-ul „The Letter” în septembrie, urmat de single-ul „Charisma” în decembrie acelui an. El a anunțat, de asemenea, datele turneului internațional pe Instagram în septembrie pentru „Jann_Tour International”. El a deschis turneului lui Madison Beer în timpul etapei europene a turneului ei Spinnin alături de Jillian Rossi, între 25 februarie și 4 aprilie 2024, și a intrat într-un parteneriat plătit cu Puma cam în același timp. El a continuat să primească recunoaștere internațională prin concertul în sine, precum și prin intermediul rețelelor sociale. După spectacolele sale de deschidere, el a colaborat cu Brodka pentru a lansa un alt single în același an, intitulat List, care a fost folosit în serialul Netflix Rojst Millenium. A fost lansat oficial pe YouTube pe 20 februarie 2024. În același an, a susținut spectacole în toată Europa, în special la Londra, Dublin, Bruxelles și Varșovia.